# Jan Królikowski
Jan Henryk Królikowski (ur. 13 stycznia 1900 w Sosnowcu, zm. wiosną 1940 w Kalininie) – podkomisarz Policji Państwowej, jedna z ofiar zbrodni katyńskiej.

## Życiorys
Syn Tomasz i Melanii ze Skowrońskich. Od 14 listopada 1918 roku do 4 sierpnia 1923 roku w Wojsku Polskim, uczestnik wojny polsko-bolszewickiej, podporucznik kawalerii rezerwy. Od 1 października 1923 roku w policji. Służył m.in. w województwie wileńskim i województwie pomorskim. Od 24 listopada 1938 roku do września 1939 roku kierownik Wydziału Śledczego w Zamościu.
Po agresji ZSRR na Polskę w 1939 roku znalazł się w niewoli radzieckiej w specjalnym obozie NKWD w Ostaszkowie. Zamordowany przez NKWD wiosną 1940 roku jako jedna z ofiar zbrodni katyńskiej. Pochowany w Miednoje.

## Awans pośmiertny
4 października 2007 roku Jan Królikowski został pośmiertnie awansowany na stopień komisarza Policji Państwowej.

## Odznaczenia
- Krzyż Walecznych
- Srebrny Krzyż Zasługi
- Brązowy Krzyż Zasługi
- Medal Pamiątkowy za Wojnę 1918–1921
- Medal Dziesięciolecia Odzyskanej Niepodległości
- Srebrny Medal za Długoletnią Służbę
- Brązowy Medal za Długoletnią Służbę
- Krzyż Kampanii Wrześniowej 1939 r. - 1 stycznia 1986 (pośmiertnie)[4]